# MacKenzie Mauzy
MacKenzie Mauzy (Greensboro, Carolina do Norte, 14 de outubro de 1988) é uma atriz estadunidense.

## Biografia
Mauzy nasceu em Greensboro, Carolina do Norte . Ela desempenhou o papel de Phoebe Forrester no romance da CBS The Bold and the Beautiful até dezembro de 2008 (ela se juntou ao elenco em 11 de julho, 2006).
Ela também fez Lizzie Spaulding na CBS  "Guiding Light" a partir de outubro de 2000 a agosto de 2002. Ela também estrelou em CBS 's CSI: Crime Scene Investigation , CSI: NY e NBC 's Law & Order: SVU .
Antes de lançar sua carreira de atriz, Mauzy trabalhou em New York , Virginia e Carolina do Norte em produções teatrais de jogos clássicos como A Christmas Carol , Branca de Neve e Macbeth . Em 1998, ganhou o prêmio Mauzy Anna Wentworth para "melhor atriz infantil" por seu papel como Annie Warbucks na produção de Annie em Showtimers Theatre em Roanoke, Virginia.
Baseado em um dos Charles Dickens romances mais populares, A Tale of Two Cities é definido como pano de fundo a Revolução Francesa e gira em torno dos temas da injustiça, vingança e poder redentor do amor. Mauzy jogado A costureira no musical, que foi produzido por Barbara Russell e Ron Sharpe . A peça, que custou US $ 16 milhões para produzir, fechado em 16 de novembro de 2009, após 33 previews e 68 performances regulares.
Mais recentemente, Mauzy se juntou ao elenco da Broadway de Next to Normal , temporariamente estrelado por Jennifer Damiano como Natalie Goodman. Ela, então, conseguiu Meghann Fahy como o modo de espera para Natalie, com Fahy substituindo Jennifer Damiano como o tempo inteiro Natalie. Mauzy ficou com a produção da Broadway (em curso em vários momentos) até que a produção da Broadway fechado no domingo, 16 de janeiro, 2011 após 21 previews e 733 performances regulares.
Mackenzie Mauzy estrelou o musical novo, controverso White Noise , que é, em parte, com base em uma vida real branca supremacista pop duo, Azul da Prússia . White Noise está jogando uma corrida limitada no teatro Royal George em Chicago, IL . O jogo é apresentado por Whoopi Goldberg e abriu em 9 de Abril de 2011 e recebeu críticas mistas e feedback público. Ele fechou antes do previsto, em 15 de maio de 2011. Ele leva o público a uma viagem assustadora através do mundo da música pop contemporânea, com uma ênfase especial em "codificados" letras racistas. Os materiais de aprendizagem foram preparados para o jogo pelo Southern Poverty Law Center .
Em 2014, Mauzy foi destaque no filme Into the Woods, como Rapunzel . E como Abigail no seriado Forever.